# Чебанов Михайло Анатолійович
Миха́йло Анато́лійович Чеба́нов — солдат Збройних сил України.

## Бойовий шлях
16 липня 2014-го поблизу Маринівки Шахтарського району під час руху на трьох БМП—2 при в'їзді до селища один з підрозділів 28-ї бригади військової частини потрапив у засідку терористів кількістю до 80 осіб з 1 танком. Незважаючи на переважаючі сили противника бійці вступили в бій. Після бою 17 липня Михайло Чебанов виніс на собі пораненого начальника медичного пункту бригади старшого лейтенанта Тараніча С. А.

## Нагороди
31 жовтня 2014 року за особисту мужність і героїзм, виявлені у захисті державного суверенітету та територіальної цілісності України, вірність військовій присязі під час російсько-української війни, відзначений — нагороджений орденом «За мужність» III ступеня.